# Tobi Amusan
Oluwatobiloba Ayomide Amusan (conocida como Tobi Amusan; Ijebu Ode, 23 de abril de 1997) es una deportista nigeriana que compite en atletismo, especialista en las carreras de vallas.
Ganó una medalla de oro en el Campeonato Mundial de Atletismo de 2022 y cuatro medallas de oro en los Juegos Panafricanos entre los años 2015 y 2023.
Participó en dos Juegos Olímpicos de Verano, en los años 2016 y 2020, ocupando el cuarto lugar en Tokio 2020, en los 100 m vallas.
En julio de 2022 estableció una nueva plusmarca mundial de los 100 m vallas (12,12 s), en las semifinales del Campeonato Mundial.
Fue la abanderada de Nigeria en la ceremonia de apertura de los Juegos Olímpicos de París 2024 junto con el jugador de bádminton Anuoluwapo Opeyori.

## Palmarés internacional
| Campeonato Mundial  | Campeonato Mundial            | Campeonato Mundial | Campeonato Mundial |
| Año                 | Lugar                         | Medalla            | Prueba             |
| ------------------- | ----------------------------- | ------------------ | ------------------ |
| 2022                | Eugene (Estados Unidos)       | Medalla de oro     | 100 m vallas       |
| Juegos Panafricanos |                               |                    |                    |
| Año                 | Lugar                         | Medalla            | Prueba             |
| 2015                | Brazzaville (R. D. del Congo) | Medalla de oro     | 100 m vallas       |
| 2019                | Rabat (Marruecos)             | Medalla de oro     | 100 m vallas       |
| 2023                | Acra (Ghana)                  | Medalla de oro     | 100 m vallas       |
| 2023                | Acra (Ghana)                  | Medalla de oro     | 4 × 100 m          |